# Matías Celis
Matías Jesús Celis Contreras (* 9. Januar 1989 in Santiago) ist ein ehemaliger chilenischer Fußballspieler. Der Defensivspieler bestritt ein Länderspiel für die chilenische Fußballnationalmannschaft und gewann auf Vereinsebene eine Meisterschaft.

## Karriere

### Verein
Matías Celis begann 2009 seine Profikarriere bei Universidad de Chile und gewann mit dem Team die Apertura 2009. Bei La U konnte er sich allerdings keinen Stammplatz erkämpfen und wurde 2010 an Santiago Morning verliehen und nachdem er von Jorge Sampaoli nicht mehr berücksichtigt wurde, von Santiago Morning fest verpflichtet. In der Saison 2011 stieg das Team in die Primera B ab. Celis blieb beim Klub noch zwei weitere Jahre und wechselte dann zu Deportes Melipilla in die Segunda División. Seine beiden letzten Karrierejahre verbrachte er bei Deportes Recoleta in der Segunda División.

### Nationalmannschaft
Im September 2008 bestritt Celis beim Freundschaftsspiel gegen Mexiko sein einziges Länderspiel, als er in der letzten Spielminute für Emilio Hernández eingewechselt wurde.

## Erfolge
Universidad de Chile
- Chilenischer Meister: 2009-A